# Steven Smith (basket-ball)
Pour les articles homonymes, voir Steven Smith et Smith.
Ne doit pas être confondu avec Stevin Smith, Steve Smith (basket-ball) ou Steve Smith (basket-ball, 1981).
Steven Smith, né le 12 avril 1983, à Philadelphie, en Pennsylvanie, est un joueur de basket-ball américain. Il évolue au poste d'ailier fort.

## Palmarès
- Coupe de Grèce 2012